# メロマカロナ
メロマカロナ (英語: melomakarono, 複数形：melomakarona，ギリシア語: μελομακάρονο, 複数形：μελομακάρονα)は、ギリシャにおける穀粉、オリーブ・オイル、蜂蜜を原材料とした卵形のデザート。クラビエデス(ギリシア語: κουραμπιέδες)と共に、クリスマスの際に用意される伝統的なデザートである。
メロマカロナでよく用いられる材料は、穀粉、セモリナ、砂糖、オレンジゼスト、そしてフレッシュオレンジジュース（その他のジュースも用いられる）にコニャック（その他の酒類も用いられる）、シナモンやオリーブ・オイルが挙げられる。これらを巻いて包んだ後、クルミをまぶす。そして、蜂蜜と砂糖で作ったホットシロップに漬けて、数分間焼いて水分を蒸発させる。仕上げに、十分大きく丸く切ったクルミを飾り付ける。伝統的なレシピにはダークチョコレートを塗っている物もある。